# Back in Blood (singolo)
Back in Blood è un singolo del rapper statunitense Pooh Shiesty, pubblicato il 6 novembre 2020 da Atlantic Records e 1017 Records. Il singolo vede la partecipazione del rapper statunitense Lil Durk.

## Video musicale
Il video musicale è stato pubblicato da Pooh Shiesty su YouTube il 2 gennaio 2021. È stato diretto da Jerry Productions e le riprese hanno avuto luogo a Chicago. Nel video ci sono i cameo dei rapper King Von (prima della morte) e di Fredo Bang.

## Promozione
Pooh Shiesty ha eseguito una versione al pianoforte della canzone e successivamente Guard Up l'11 febbraio 2021 in live per Audiomack e all'evento Vevo CTRL il 26 febbraio. Con la partecipazione di Lil Durk, ha infine eseguito la canzone il 14 aprile 2021 al The Tonight Show di Jimmy Fallon.

## Formazione
- Pooh Shiesty – voce
- Lil Durk – voce aggiuntiva
- YC – produzione
- Skywalker Og – missaggio, mastering, ingegneria del suono

## Classifiche

### Classifiche settimanali
| Classifiche (2020-21) | Posizione massima |
| --------------------- | ----------------- |
| Canada                | 43                |
| Stati Uniti           | 13                |

### Classifiche di fine anno
| Classifica (2021) | Posizione |
| ----------------- | --------- |
| Stati Uniti       | 39        |